# Ps (یونیکس)

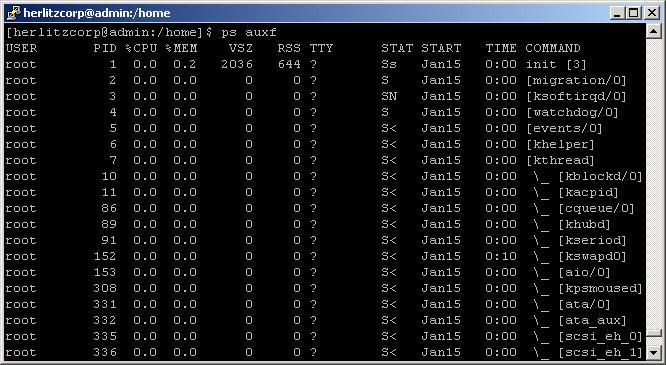
خروجی PS

ps دستوری (در بیشتر سیستم‌عامل‌های شبه یونیکس) است که با اجرای آن پروسه‌های در حال اجرا (در آن لحظه) را چاپ می‌کند.
ابزار پیشرفته‌تر دیگری (در محیط متنی) برای سیستم‌عامل‌های (شبه)یونیکس، به نام top وجود دارد که فهرست پروسه‌ها در آن، در هر لحظه «به هنگام» می‌شود.
عمل این دستور، مشابه tasklist در مایکروسافت ویندوز است.

## نمونه
```
# ps
  PID TTY          TIME CMD
 7431 pts/0    00:00:00 su
 7434 pts/0    00:00:00 bash
18585 pts/0    00:00:00 ps

```

همان طور که در بالا دیده می‌شود، پروسه‌ای به نام ps نیز در اینجا چاپ شده است، به این علت که در آن لحظه اجرا شده بود.
برای بررسی یک پروسه خاص، می‌توان از لوله‌بندی (پایپینگ) و grep بهره گرفت:
```
[root@localhost ~]# ps aux | grep gnome-terminal
user1     3219  5.4  2.0 115804 21500 ?        Sl   17:09   0:00 gnome-terminal
root      3296  0.0  0.0   4212   708 pts/0    S+   17:09   0:00 grep gnome-terminal

```